# Horse Isle
Horse Isle är en ö i Storbritannien.   Den ligger i riksdelen Skottland, i den nordvästra delen av landet, 500 km nordväst om huvudstaden London.